# Jasko-kišiněvská operace
Jasko-kišiněvská operace byla sovětská ofenzíva proti vojskům osy ve dnech 20. až 29. srpna 1944, v jejímž důsledku se zhroutila rumunská fašistická vláda, Rumunsko kapitulovalo a na závěrečné měsíce války se stalo spojencem Sovětského svazu.

## Průběh
V srpnu roku 1944 stála Rudá armáda na pomezí Ukrajiny a Rumunska, resp. bývalé Moldavské SSR, tedy předválečného rumunského území Besarábie a připravovala se k hlavnímu útoku na Rumunsko. Německá 6. armáda pod velením generála Frettra-Pica neměla o sovětském útoku ani tušení a odpočívala. 20. srpna zahájila vojska 2. ukrajinského frontu a 3. ukrajinského frontu čítající 92 pěších divizí a šest tankových a mechanizovaných sborů mohutnou ofenzívu. Proti ní stála německá skupina armád „Jižní Ukrajina“ o síle asi půl miliónu mužů a rumunská armáda čítající něco málo přes 400 tisíc vojáků. Němci však ofenzivu podceňovali a domnívali se, že jde pouze o operaci místního významu. Vojska generála Rodiona Malinovského zaútočila severozápadně od města Jasy (Iași) a postupovala k řece Prutu, kterou na několika místech překročila. 3. ukrajinský front, který měl již na západním břehu řeky Dněstru poblíž Tiraspolu vybudované předmostí, zaútočil východněji.

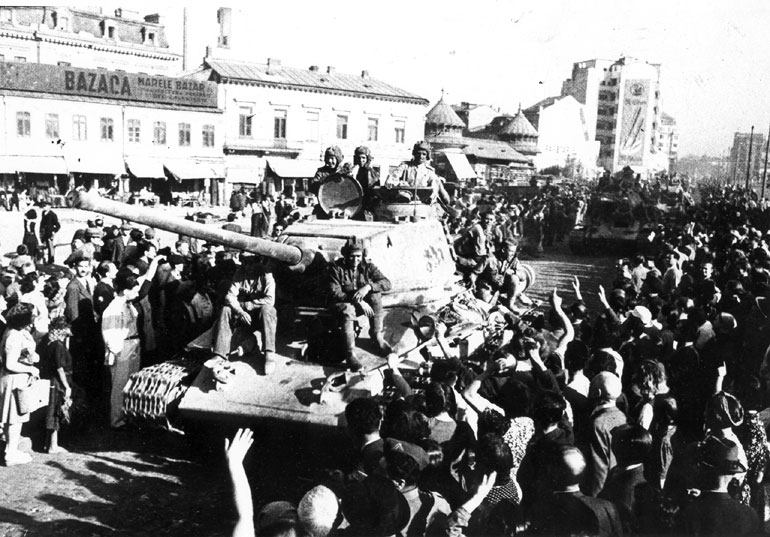
Osvobození hlavního města Rumunska Bukurešti

I když se německá a rumunská vojska stále urputně bránila, Sovětům se do 23. srpna podařilo postoupit značně na jih a obklíčit hlavní město Moldávie Kišiněv. Téhož dne rumunský král Michal I. provedl státní převrat a sesadil premiéra maršála Iona Antonesca a přikázal rumunské armádě ukončit bojové akce proti Sovětskému svazu. V důsledku toho se fronta zhroutila a Rudá armáda mohla dále rychle postupovat na jih a osvobodit Rumunsko od zbytků německých vojsk. Ofenzíva byla oficiálně ukončena 29. srpna, avšak ještě do 31. srpna byly obsazovány zbytky rumunského území, kde se bránila vojska věrná předchozí fašistické vládě.
Jasko-kišiněvská operace dopadla pro Rudou armádu úspěšně. Za cenu zhruba 15 tisíc mrtvých a 55 tisíc raněných zlikvidovala stejné množství německých vojáků a získala velké množství, téměř 180 tisíc, zajatců. Rumunsko vyhlásilo válku Německu a jeho armáda bojovala po boku Rudé armády až do konce druhé světové války. Rodion Jakovlevič Malinovskij byl v září 1944 jmenován maršálem Sovětského svazu.

## Dohra
Po obsazení Rumunska vyhlásil SSSR 5. září válku Bulharsku, které bylo sice spojencem Německa a podílelo se na okupaci Jugoslávie a Řecka, ale ve vztahu k SSSR se chovalo neutrálně. 8. září překročila Rudá armáda rumunsko-bulharské hranice a následující den vypuklo v Bulharsku povstání. Bulharsko se stalo spojencem SSSR a také vyhlásilo Německu válku.